# Táblajáték

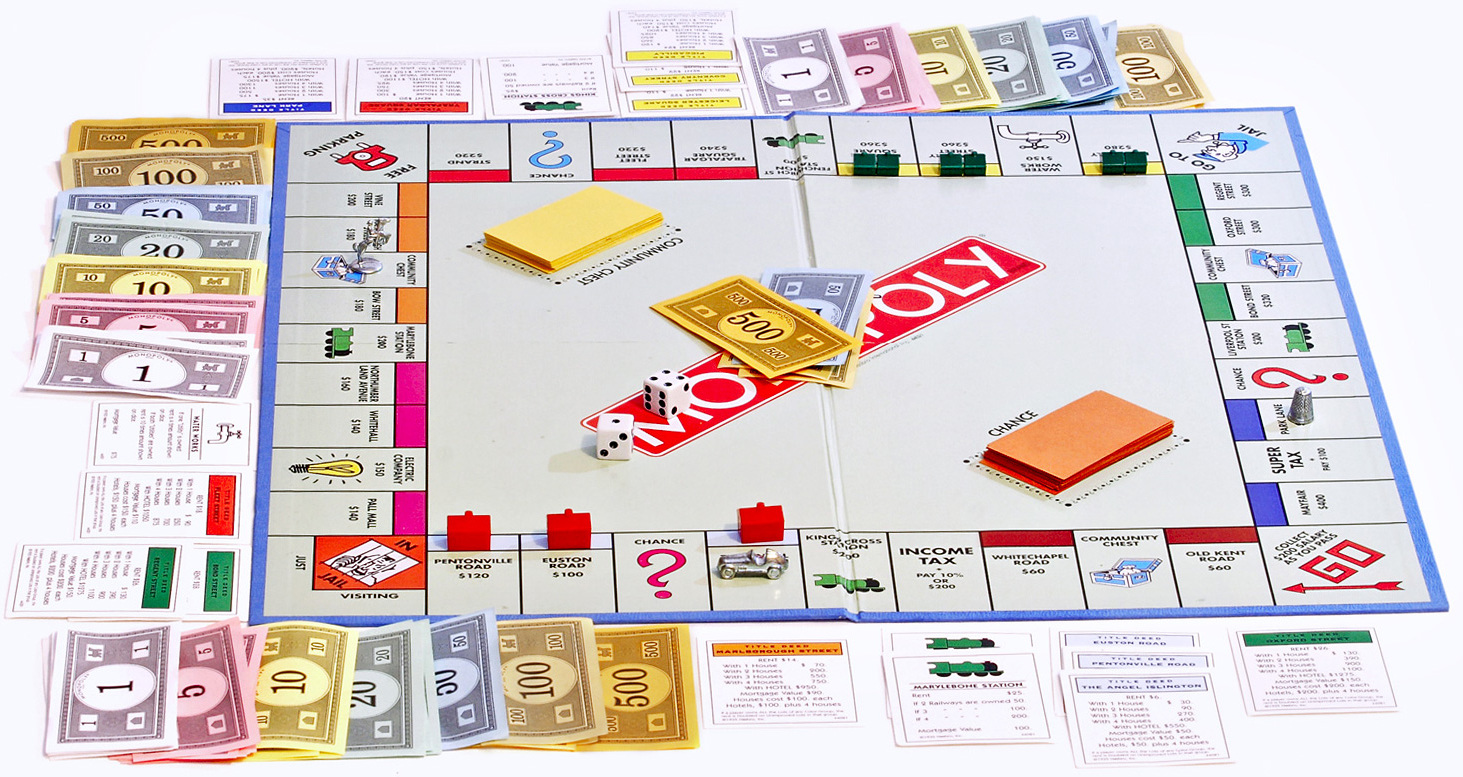
A Monopoly táblája

Táblajátéknak (vagy táblás játéknak) nevezzük azokat a játékokat, amelyeket valamely szempont szerint felosztott táblán (fán, vason stb.) játszanak. Általában társasjátékok. A táblajátékok közé tartozó sakk a versenysportok közé tartozik. 

## Története
A világon a legrégebbi fennmaradt játék a szenet nevű, ókori egyiptomi táblás játék.  Már i. e. 3500 körül említik, utolsó ókori egyiptomi említése az i. sz. 3. századból való.
Feltevések szerint a sakk ősének tekinthető táblajáték 1500-2000 évvel ezelőtt alakulhatott ki Indiában és jutott el Európába.

## Egyes táblajátékok

### A
- Amőba (játék)
- Arcade Lines
- Arimaa

### B
- Blood Bowl

### C
- Candamir
- Capitaly
- Cashflow 101
- Cluedo
- Connect four

### Cs
- Csillaghalma
- Csillagsakk

### D
- Dámajáték
- Do-guti

### F
- FlixMix
- Flow (játék)
- Fókusz (játék)
- Fonákolós

### G
- Gazdálkodj okosan!
- Go (játék)
- Gobblet
- Gomoku

### H
- Halma
- Harc Európáért társasjáték
- Hexasakk
- Hnefatafl

### J
- Jaszir
- Junnori

### K
- Ki nevet a végén? (társasjáték)
- Kínai sakk
- Klikk (játék)
- Koreai sakk

### L
- Lights Out (játék)

### M
- Madzsong (négyszemélyes játék)
- Malifaux
- Malom (játék)
- Mancala
- Marvel Hősök
- Mastermind
- Memóriajáték
- Monopoly

### O
- Okey
- Ostábla

### P
- Pálcikásjáték
- Peg pasziánsz

### Q
- Quarto (játék)
- Quoridor

### R
- Rendzsu
- Rizikó

### S
- Sakk
- Sikaku

### Sz
- Szenet
- Szidzsa
- Szúdoku

### T
- Tablut
- Tafl
- Tetravex
- Tic-tac-toe
- Tizenötös játék
- Torpedó (játék)

### W
- Warhammer 40 000

### Z
- Zuhatag (játék)